# Sarath Fonseka
Sarath Fonseka, (en singhalais : ගර්දිහේවා සරත් චන්ද්‍රලාල් ෆොන්සේකා, en tamoul : சரத் பொன்சேகா), est un général d'armée srilankais, né le 18 décembre 1950 à Ambalangoda, Province du Sud, Dominion de Ceylan. Il a été chef d'État-Major des armées du 6 décembre 2005 au 15 juillet 2009.
Il s'est présenté à l'Élection présidentielle srilankaise de 2010, et a terminé deuxième derrière Mahinda Rajapakse.